# 수박풀

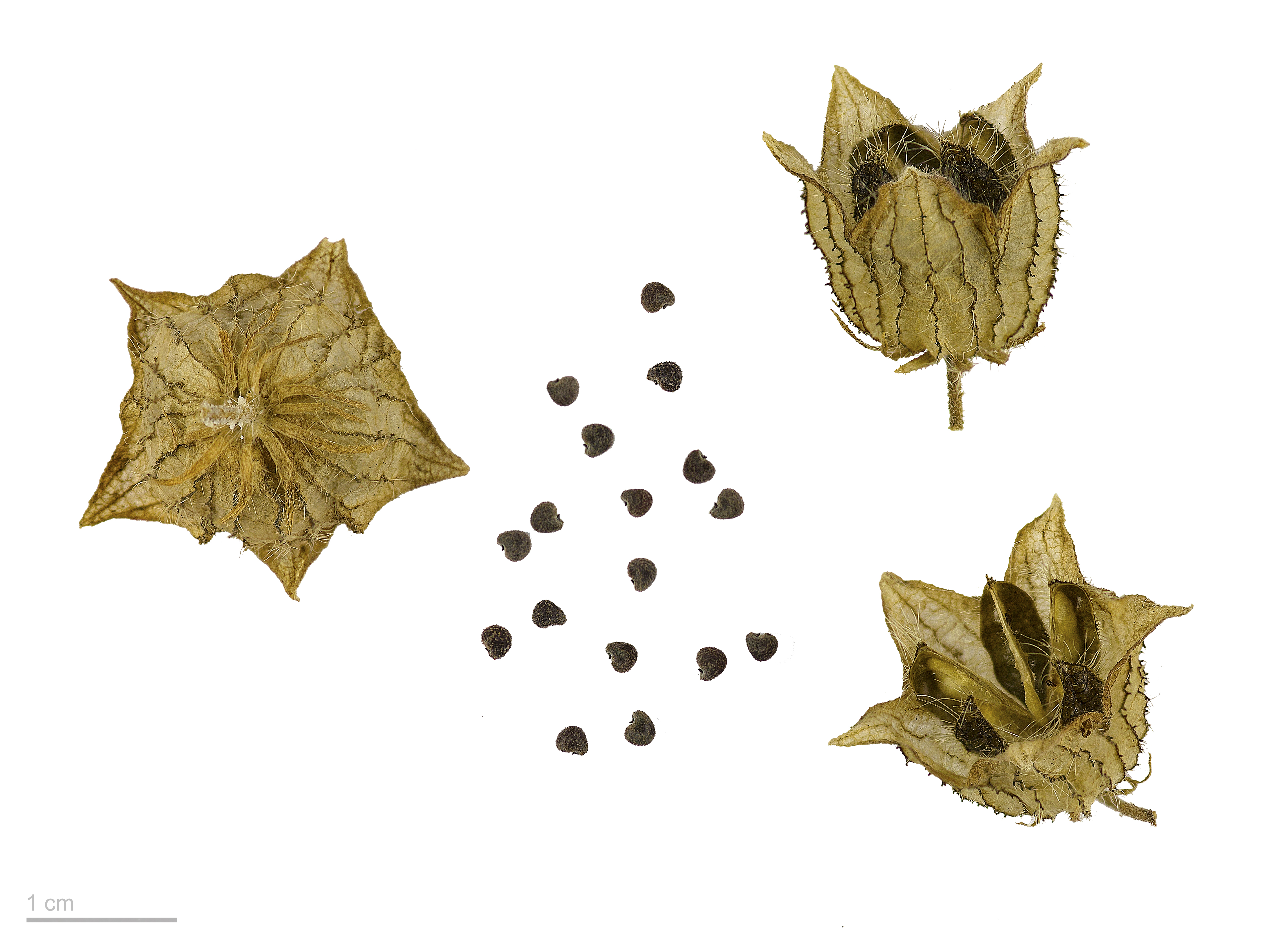
Hibiscus trionum

수박풀(Hibiscus trionum, 영어: flower-of-an-hour)은 중앙아메리카 원산으로, 한국 각처의 밭에 나는 한해살이풀로 높이는 30-60cm이다. 전체에 흰색의 거친 털이 있고, 줄기는 곧게서거나 가로 누워 있으며, 가지가 갈라진다. 잎은 어긋나며, 잎자루가 있고, 근생엽은 둥근 모양으로 경생엽은 깊게 3-5갈래, 수박잎 모양, 갈개는 선상 긴 타원형, 도란상 긴 타원형이다. 꽃은 연한 노란색이며 가지 끝의 잎겨드랑이에서 나오고, 꽃자루가 있다. 이른 아침에 피며, 정오 전에 시든다. 꽃받침은 5갈래이며 꽃잎은 5장이다. 수술은 짧은 단체 웅예, 암술대는 끝이 5갈래이고 꽃 아래 작은 포는 11갈래로 가장자리에 털이 난다. 열매는 삭과로 긴 타원형이며 떨어지지 않는 꽃받침에 싸여있다.